# 田村佳翔
田村 佳翔（たむら かしょう、1992年1月27日 - ）は、神奈川県出身のフットサル選手。ボアルース長野所属。フットサル日本代表。ポジションはフィクソ・アラ。

## 経歴
神奈川県川崎市出身。
小学１年生の時に地元のサッカークラブ、さぎぬまSCでサッカーを始めた。OBにはサッカー日本代表のGK権田修一、三笘薫、田中碧フットサル日本代表の木暮賢一郎など。
小学生の時に所属していたサッカークラブさぎぬまSCでコーチをやっていたのが、現在フットサル日本代表監督の木暮賢一郎と、シュライカー大阪に所属していた吉成圭であり、当時コーチが所属していたファイルフォックスの試合をよく観戦に行っていた。

## 所属クラブ
サッカークラブ
- さぎぬまSC
- 川崎市立宮前平中学校
- 神奈川県立百合丘高等学校

フットサルクラブ
- SOCIOS 神奈川県フットサルリーグ２部
- FIRE FOX FUCHU（現ファイルフォックス八王子） 関東フットサルリーグ１部
- フウガドールすみだ FリーグDv.１
- ボアルース長野 FリーグDv.１